# Ville-di-Pietrabugno
 Ville-di-Pietrabugno  là một xã ở tỉnh Haute-Corse trên đảo Corse, Pháp.